# Burg Reineberg
Die Burg Reineberg, auch Reineburg genannt, ist eine ehemalige Höhenburg auf dem 275,9 Meter hohen Reineberg im Wiehengebirge auf dem südlichen Stadtgebiet von Lübbecke, im so genannten Reineberger Hagen im Kreis Minden-Lübbecke in Nordrhein-Westfalen.

## Geschichte
Die Anfänge der Landesburg Reineberg verlieren sich in der Sage. Nach den Bischofschroniken der Stadt Minden geht die Gründung der Burg auf den Bischof Konrad I. von Rüdenberg (1209–1237) zurück. Osnabrücker Quellen berichten hingegen, dass der Osnabrücker Bischof Adolf von Tecklenburg (1216–1224) Miterbauer war.
1221 wurde die Burg Reinberg erstmals urkundlich erwähnt. Im ausgehenden 13. Jahrhundert waren der Bischof von Osnabrück und der von Minden gemeinsame „Eigentümer“ der Burg. Die Burg Reineberg diente den Bischöfen von Minden als befestigte Stützpunkte ihrer Macht. Es ging darum, um sich von hier aus gegen den Bischof von Osnabrück, die Grafen von Tecklenburg und die Edelherren von Diepholz zu behaupten. Später wuchs ihre Bedeutung noch mehr durch den Ausbau der Verwaltung des Territoriums. Die Burg Reineberg war, wie erwähnt, gemäß einem Vertrag von 1306 zunächst im gemeinsamen Besitz der benachbarten Fürstbistümer Minden und Osnabrück.
«1362 trat Rabodo Schele als Inhaber der Burg einer Vereinigung bei, die zwischen den Stiftern Minden und Osnabrück sowie den Städten Minden und Lübbecke abgeschlossen wurde (vergl. Rahden [siehe Burg Rahden]).» Im Jahr 1412 finden wir den Ritter Dietrich von Münchhausen (siehe Münchhausen (Adelsgeschlecht)) als Pfandinhaber des Schlosses im Streit mit seinem Landesherren Bischof  Wulbrand von Hallermund und dem Domkapitel zu Minden, weil er ohne deren Einverständnis den Reineberg an den Grafen Nikolaus II. (Tecklenburg) verpfändet hatte. Der Bischof protestierte dagegen und belagerte die Burg. Die Tecklenburger rückten zum Einsatz heran, wurden aber von Lübbecker Bürgern mit Unterstützung des Drosten zu Limberg, Allhard von dem Busche, vertrieben. Die Versuche der Tecklenburger, sich in den Besitz der Burg zu bringen, waren damit gescheitert.
Die Burg Reineberg war nach einer zeitgenössischen Schilderung des Mindener Domherrn Tribbe aus dem 15. Jahrhundert ein festes Bollwerk.
Die Reineburg war wie fast alle Burgen dieser Art bei dem chronischen Geldmangel der Landesherren oft verpfändet. Um 1525 finden wir Johann Tribbe als Drosten zum Reineberg. Im Jahre 1543 war das Schloss einer Witwe Clara von Hatzfeld und deren Söhne Meinolf und Joachim verpfändet. Kaum war jedoch Bischof Georg 1554 zur Regierung gelangt, als er den Entschluss fasste, alle verpfändeten Schlösser seines Stiftes wieder einzulösen. Deshalb kündigte er auch dem derzeitigen Pachtinhaber, Hilmar von Quernheim, das Pfand. Dieser wollte seinen Pfandbesitz gern behalten und erreichte auch tatsächlich eine Verlängerung auf mehrere Jahre, bis der Bischof endlich im Frühjahr 1564 das Pfand aufkündigen ließ. Da Hilmar von Quernheim nicht reagierte, ließ der Bischof am 2. Mai die Burg stürmen. Aber schon 1567 wurde Hilmar nach einem Vergleich die Burg für zwölf Jahre wieder pfandweise überlassen. Im Dreißigjährigen Krieg wurde die Burg auf dem Reineberg noch schwer in Mitleidenschaft gezogen und dreimal geplündert, 1636, 1638 und 1640.
Am 9. September 1636 ließ der Kaiserliche Oberwachtmeister Heister die ganze Registratur auf dem Reineberge verbrennen. Am 28. März 1673 nahmen münsterische Truppen im Rahmen des französisch – niederländischen Krieges Lübbecke und Reineberg ein, da Brandenburg auf Seiten der Niederlande stand. Dann wurde es, das Fürstentum Minden war im Westfälischen Frieden von 1648 an Brandenburg gekommen – stiller um die alte Bischofsburg. Im Jahre 1719 hatte Friedrich Wilhelm I. die Vereinigung der Grafschaft Ravensberg mit Minden verfügt, und es erfolgte nun, 1723–1808, der Ausbau der Kriegs- und Domänenkammer in Minden als überörtliche Aufsicht über die Verwaltung der fünf mindenschen und acht ravensbergischen Ämter. Die Reineburg war noch einige Male samt dem zugehörigen Amt Reineberg verpfändet und wurde auf Befehl des Preußenkönigs Friedrich Wilhelm I. im Jahre 1723 wegen Baufälligkeit abgebrochen. Was noch brauchbar von ihr war, wurde zum Teil zum Bau des Regierungsgebäudes in Minden und zum Teil zum Bau des neuen Amtshauses im Reineberger Felde („zum Siek“ genannt) verwendet, wo schon einige Wirtschaftsgebäude standen.
Schließlich geriet die Burg unter den allgemeinen Einfluss des Bischofs von Minden und wurde zu einer mindischen Landesburg. Die der Burg vorgelagerten Verschanzungen weisen auf mittelalterliche Belagerungstechnik hin. Aus dem Herrschaftsbereich der Burg entwickelte sich das mindische Amt Reineberg. Als rudimentäre Rest dieser Burganlage ist noch heute auf dem Gipfel nur noch der Burggraben sichtbar, der eine Gesamtlänge von 310 Meter hat und zwischen 15 und 22 Meter breit ist.
Im Jahre 1951 fand eine amtliche Vermessung der noch sichtbaren Burgreste statt. Der Heimatforscher Friedrich Langewiesche aus Bünde hatte ausfindig gemacht, dass der Reineburg ehemals fünf Vorburgen vorgelagert waren.

## Politische Zugehörigkeit und Heraldik
Der Reineberg liegt heute auf dem Gebiet der Stadt Lübbecke, gehörte jedoch einst zum Amt Reineberg. Das alte Amt Reineberg oder auch Amt Reineberger Feld bestand von 1723 bis 1807 und gehörte zum preußischen Fürstentum Minden. Noch heute ist Reineberg der Name eines Ortsteils der Großgemeinde Hüllhorst südlich des Wiehengebirges (Ahlsen-Reineberg). Die Gemeinde Hüllhorst hat daher in ihrem Wappen ein Abbild der Reineburg.

Die Reineburg findet sich heute noch im Wappen der Gemeinde Hüllhorst
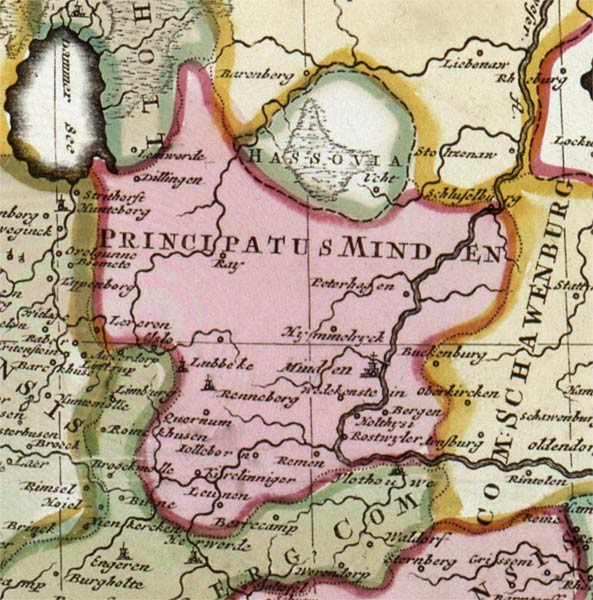
Historische Karte mit der Lage der Burg Reineberg
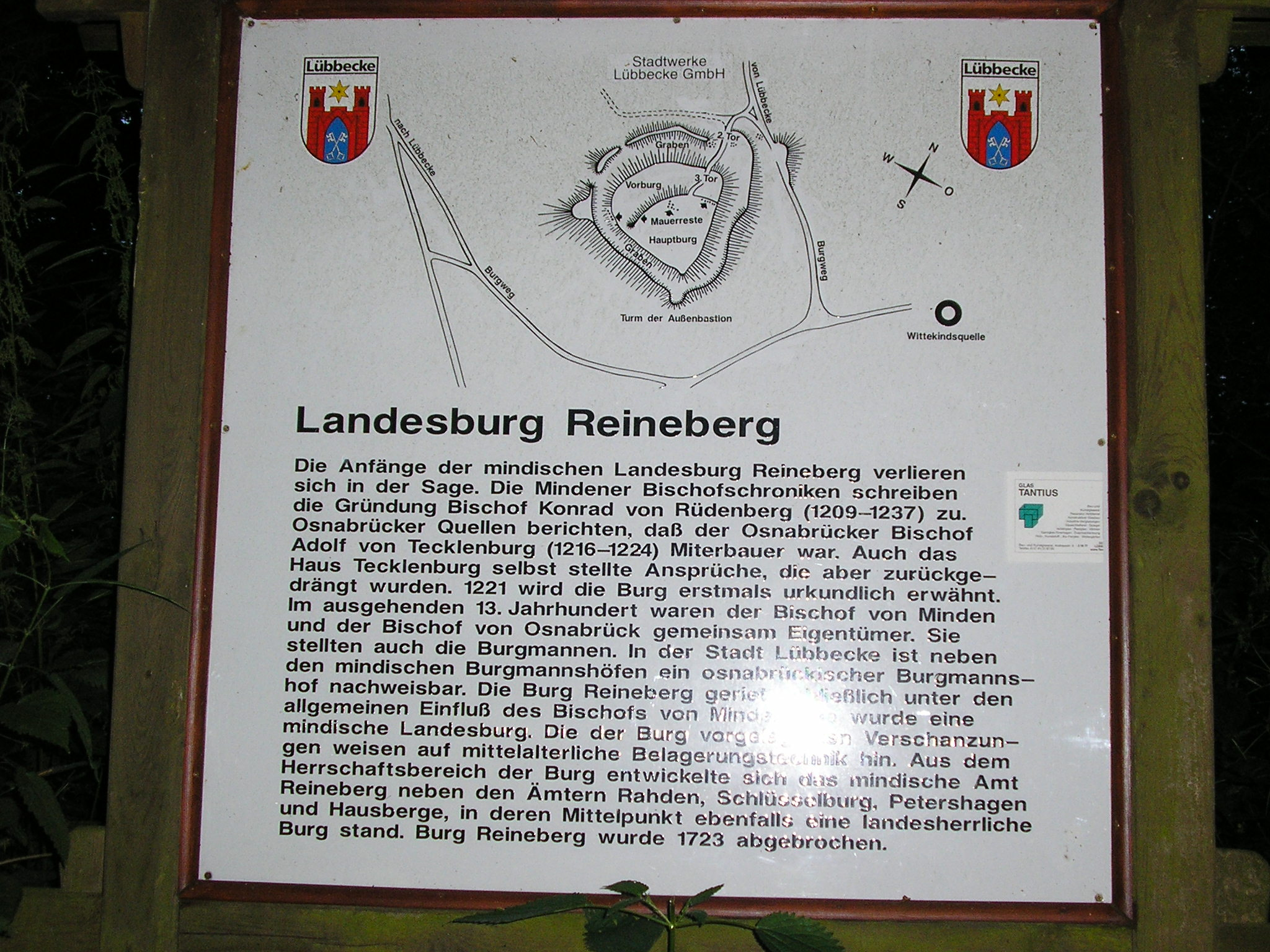
Hinweistafel in der Nähe des Gipfels